# Jiří Svoboda
Jiří Svoboda (Zubří, 1941. április 19. –) olimpiai bronzérmes csehszlovák válogatott cseh röplabdázó.

## Pályafutása
Az 1967-es törökországi Európa-bajnokságon ezüst-, majd az 1968-as mexikóvárosi olimpián bronzérmet szerzett a csapattal.

## Sikerei, díjai
- Olimpiai játékok
  - bronzérmes: 1968, Mexikóváros
- Európa-bajnokság
  - ezüstérmes: 1967, Törökország